# Рощахівка
Роща́хівка (Ращахівка) — село в Україні, у Кетрисанівській сільській громаді Кропивницького району Кіровоградської області. Колишній центр Рощахівської сільської ради.
Розташоване у верхів'ї річки Гнилий Єланець, за 30 км на південний захід від Бобринця. Населення становить 456 осіб.
Населення становить 456 осіб.
До 1895 року називалося Олександрівка.

## Історія
Рощахівка була заснована в другій половині XVIII століття на Запорізьких землях в верхів'ї річки Гнилий Єланець. Першими поселенцями тут було кілька козацьких сімей — Гладкі, Палії, Завгородні. місцевість була заросла терниками та дерезою. З часом терники були знищені, а з дерезою люди воюють і досі.
В 80-х роках XVIII ст. на ці землі відбулося масове переселення людей з Полтавщини. Характерні прізвища переселенців були Безпалко, Коростиленко, Сірий, Пісний, Пигина, Яценко. Також тут було кілька німецьких колоній — Гофмана, Гунна, Думлера.
На хуторі Полякове проживали Бердники, Воєнні, Пісні, Червоніщенки. Цей хутір був розтягнутий по високому березі річки на кілька кілометрів і страждав від безводдя, тому біля садиб було дуже мало дерев — тільки витривалі акації змогли тут рости. Цей населений пункт в різні часи називався по-різному — Петровичеве, Надинівка, Ганнопіль. Проте ці назви забувалися і люди звикли до однієї назви — Вирішальне- так звався місцевий колгосп III-й Вирішальний.
На правому березі річки частину Рощахівки після розподілу території між Кіровоградською та Миколаївською областями назвали Макаровим. До війни тут було багато будинків — було IV відділення радгоспу Братський. Згодом відділення перевели до новозбудованного села Улянівки і Макарове почало з часом знелюднюватись.
1859 року у власницькому селі Олександрівка (Рощаківська) Єлисаветградського повіту Херсонської губернії, мешкало 25 осіб (12 чоловічої статі та 13 — жіночої), налічувалось 5 дворових господарств.
Станом на 1886 рік у колишньому власницькому містечку Олександрівської волості мешкало 329 осіб, налічувалось 60 дворових господарства, існувала камера мирового судді.
За даними 1894 року у селі мешкало 574 особи (279 чоловічої статі та 295 — жіночої), налічувалось 114 дворових господарств, існували земська поштова станція, земська школа на 49 учнів (38 хлопчиків й 11 дівчаток), 2 лавки, винна лавка.
За переписом 1897 року кількість мешканців зросла до 638 осіб (317 чоловічої статі та 321 — жіночої), з яких 633 — православної віри.
На кінець XIX ст. Рощахівка була волосним селом. Тут була збудована школа, пошта, волосне управління. До Рощахівської волості належали також села Буховецьке, Новокостянтинівка, Бронзова (Трудолюбівка), Юрашова (тепер — Маріуполь). Було також село Жахівка, доволі не мале, тут була школа, клуб, магазин. В 60-х роках воно було залишене. і зараз тут одні руїни. в 20-х роках, перед колективізацією уряд організував переселення з Волині та Київщини. Так у Рощахівці з'явилися вихідці з Житомирщини — Булуї, Лазарчуки, Рябчуки.
Переселенці з Київщини заселили розкуркулену Калинівку — тут поселилися Антоненки, Омельченки, Сердиті. Інші переселенці поселилися в Жахівці — вихідці з Городищенського району.
Назва Рощахівка походить від прізвища поміщика Олександра Рощахівського. Його маєток стояв на південному краю села, над ставом, а у вигінь Гнилого Єланця був поміщицький сад, пізніше там був колгоспний город, пізніше — поміщицький дім був розібраний і перенесений у центр села, де з нього побудували контору МТС й сільський клуб.
Довго ця споруда була найбільшою в Рощахівці.
На початку 30-х років в селі був організований колгосп і МТС, яка обслуговувала південні колгоспи Витязівського району. До збудованої на початку століття початкової школи прибудували ще 5 класних приміщень, і ця школа прослужила ще близько 40 років. перед Великою Вітчизняною війною школа була вже десятирічкою. До неї ходили учні з навколишніх сіл а також сіл Братського району. в різні часи директорами школи були Стиченко С. В., Харкевич О. Ф.; тривалий час директором був — Мисевра В. С.
Дільничну лікарню влаштували в колишньому волосному управлінні. Тут було кілька стаціонарних палат. Штат лікарні був досить великим — багато медсестер, санітарок, в різні роки тут працювали лікарями — М. А. Ващук. Д. І. Зарудняк, Я. Г. Рижняк, М. Д. Безпалко.
Рощахівська МТС формувала в селі штат сільської інтелігенції. Працювали багато спеціалістів — механіків. агрономів, зоотехніків. На зиму в МТС з усіх бригад стягували комбайни. з'їжджалися трактори разом з трактористами. Весь великий двір був заставлений сіль-госп технікою. яка на весні знову роз'їжджалася по навколишніх колгоспах. Майстерня двигтіла від електростанції, яка виробляла струм для різних верстатів, а також частково освітлювала будинки в селі — контори. клуб сільраду та будинки деяких робітників МТС. Серед навколишньої суцільної темряви це були перші промені майбутнього суцільного світла. в різні роки директорами МТС були А. З. Суботник, В. Г. Білоус. В 1958 році система МТС була реорганізована. Техніку купили колгоспи, залишилися тільки ремонтно-технічна станція. яка, насправді нічого не ремонтувала. Спеціалісти в більшості роз'їхалися в міста. З цього часу почався занепад села. Залишилася приблизно половина жителів.
На початку війни в серпні 1941 року Рощахівка була окупована німецько-нацистськими загарбниками. Тоді була створена підпільна патріотична група, якою керував політрук Червоної Армії Безпалко Ф. К. який після оточення під Уманню прийшов в рідне село. Група проводила антинацистську агітацію серед селян. В березні 1943 року всі члени цієї групи були заарештовані, і розстріляні в Кіровограді. Окупанти заарештували ще одну групу селян, які пройшли через Бухенвальд і деяким, зокрема Яценку І.О пощастило вижити і повернутися додому. Рощахівка була звільнена 18 березня 1944 року. Нацистські війська відступали по непролазній грязі, втрачаючи техніку — біля села стояли покинуті 2 гармати великого калібру, які нацисти висадили в повітря. Німці переправлялися через річку вночі і щоб освітити брід підпалили кілька хат, вкритих соломою. Багато покинутих ними легкових машин різних марок стояли в дворі біля контори МТС — десятки зо два, які не пересилили весняне розтале болото.
Треба було сіяти, вирощувати хліб, щоб годувати фронт. Жінки впрягали корів — орали, боронували, навіть сіяли на коровах бо тракторів було кілька одиниць, а трактористи ще воювали на фронті. Жінки сідали за кермо холодних ХТЗ і під дощем виконували непосильну для себе роботу, та з роками колгосп зміцнювався, обживалися, будували нові будинки. В 1951 році з Рівненської області прикотилася нова велика хвиля переселенців. які побудували тут будинки, поступово здружилися з місцевими жителями. Так у Рощахівці з'явилися сім'ї Жабчиків, Корнійчуків. Мелінчуків, Рибачуків.
Рощахівський колгосп ім. Петровського об'єднався з колгоспом III Вирішальний, а в 1958 році з колгоспом ім. Леніна. Стало 4 виробничі бригади. В різні часи головами колгоспів були Машталірчук, Гулак, Барабаш, Куценко, В. Д. Коваль, В. Г. Мороз. Після розпаду колгоспної системи селяни перейшли до фермерського господарства, а інші здають свої земельні паї в оренду.
В 1896 році село Александрівка перейменовано в Рощахівку. Александрівка була центром волості. Далі читаємо про склад волостей Єлисаветградського повіту Александровская волость — центр д. Александровка (Рощаховка)на р. Еланец. Дворов −114, жителей 574 (279 мужского пола, 295 женского) Волостное правление, земская почтовая станция, земская школа (38 муж., 11 жен.) 2 лавки, винная лавка. Православная церковь в селе Скоричево (Покровское)- Зараз цього села вже немає, а було воно по дорозі до Єланця.
Від 1732 року серед старшин Гадяцького полку згадується бунчуковий товариш Захарій Рощаховський. Російська імперія поставила собі на службу потомків славних козаків. Козацькі полки перетворили на гусарські, козацька старшина отримувала російські військові чини. Їм надали дворянське звання, наділяли землями на півдні України.
Мабуть, серед новітніх дворян були й нащадки Захарія Рощаховського.
«Рощаховский Константин Александрович (1 ноября 1815 года — после 20 марта 1862 года) окончил курс в Харьковском университете, после чего поступил на государственную службу до 1840 года. Выйдя в отставку, поселился в своем родовом имении — Александровке (Бобринецкого уезда). Будучи смотрителем Бобринецкого уездного училища, принес много пользы своими широкими пожертвованиями и заботами. В 1859 году был избран Бобринецким и Елисаветградским предводителем дворянства. Должность эту занимал до смерти. Своими трудами по освобождению крестьян от крепостного права старался примерить обе заинтересованные стороны. Скончался в Елисаветграде, где и погребен.»
Рощаковський Михайло Сергійович. Народився 24.09.1876 року у сімейному маєтку Александрівка (Рощахівка) в сім'ї морського офіцера С. Рощаковського. Невідомо чому в прізвищі буква «х» змінилася на «к». В 1896 році закінчив морський кадетський корпус з присудженням премії адмірала Нахімова — 250 рублів. Морську службу почав мічманом 10-го флотського екіпажу. Служив вахтовим начальником на броненосцях «Чесма», імператор «Александр ІІ», «Наварин», кількох крейсерах, командував міноносцями. Під час спроби японців захопити роззброєний міноносець «Решительный» затопив своє судно. Під час Цусімського бою командував вогнем, стоячи на даху артилерійської башти броненосця «Адмірал Сенявін». В 1918 році емігрував у Норвегію. З еміграції повернувся в Росію, проживав у Москві, перебував на дипломатичній службі. Заарештований в 1928 році, засуджений по ст. 58 на 3 роки заслання до Сибіру. В 1937 році знову заарештований і засуджений на 5 років як соціально небезпечний елемент. Помер в Карагандинському таборі в 1938 році.

## Населення
Згідно з переписом УРСР 1989 року чисельність наявного населення села становила 481 особа, з яких 214 чоловіків та 267 жінок.
За переписом населення України 2001 року в селі мешкало 456 осіб.

### Мова
Розподіл населення за рідною мовою за даними перепису 2001 року:
| Мова       | Відсоток |
| ---------- | -------- |
| українська | 96,05 %  |
| молдовська | 2,41 %   |
| російська  | 1,54 %   |

## Особистості
- в селі народився поет Червоніщенко Іван Григорович (1907-1984).